# Canthon vigilans
Canthon vigilans är en skalbaggsart som beskrevs av Leconte 1858. Canthon vigilans ingår i släktet Canthon och familjen bladhorningar. Inga underarter finns listade.